# FIBA Asia Champions Cup 2013
La FIBA Asia Champions Cup 2013 è stata la ventiquattresima edizione della massima competizione continentale per club di basket dell'Asia organizzata dalla FIBA Asia, la FIBA Asia Champions Cup. Il torneo, a cui hanno preso parte 8 squadre provenienti da altrettante nazioni, si è svolto in Giordania dal 13 al 21 settembre 2013, presso il Prince Hamzah Court di Amman dove si sono giocate tutte le partite. Era la prima volta che la Giordania ospitava un evento organizzato dalla FIBA Asia.

## Squadre qualificate
Secondo le regole della FIBA Asia, ogni sottozona aveva a sua disposizione uno slot di qualificazione; mentre la nazione ospitante si qualifica automaticamente. Gli altri tre posti vennero assegnati alle sottozone in base alle prestazioni nella FIBA Asia Champions Cup 2012.
| Asia Centrale (1) | Asia Orientale (1) | Golfo Persico (1+1) | Asia Meridionale (1) | Sud-Est Asiatico (1) | Asia Occidentale (1+1+1+1) |
| ----------------- | ------------------ | ------------------- | -------------------- | -------------------- | -------------------------- |
| Kapchagay BK      | Khasin Khuleguud * | Al-Hala Muharraq    | ONGC                 | S. Miguel Beermen *  | ASU Sports Club            |
|                   |                    | Al-Rayyan Doha      |                      |                      | Foo. Mah. Sepahan          |
|                   |                    |                     |                      |                      | Duhok                      |
|                   |                    |                     |                      |                      | Al-Jaish Damasco           |

* Ritirate.
La rappresentante delle Filippine del S. Miguel Beermen è stata costretta a ritirarsi dalla competizione, prima del suo avvio, a causa della mancanza di giocatori per completare il roster.

## Fase a gironi
Tutte le partite sono state giocate secondo l'orario locale (UTC+3)

### Gruppo A
| Squadra           | Par. | V | S | PF  | PS  | PD  | Pun. |
| ----------------- | ---- | - | - | --- | --- | --- | ---- |
| Foo. Mah. Sepahan | 3    | 3 | 0 | 330 | 239 | +91 | 6    |
| ASU Sports Club   | 3    | 2 | 1 | 286 | 249 | +37 | 5    |
| Al-Hala Muharraq  | 3    | 1 | 2 | 287 | 344 | −57 | 4    |
| Al-Jaish Damasco  | 3    | 0 | 3 | 216 | 287 | −71 | 3    |

### Gruppo B
| Squadra        | Par. | V | S | PF  | PS  | PD  | Pun. |
| -------------- | ---- | - | - | --- | --- | --- | ---- |
| Al-Rayyan Doha | 3    | 3 | 0 | 254 | 194 | +60 | 6    |
| Duhok          | 3    | 2 | 1 | 257 | 241 | +16 | 5    |
| Kapchagay BK   | 3    | 1 | 2 | 229 | 242 | −13 | 4    |
| ONGC           | 3    | 0 | 3 | 200 | 263 | −63 | 3    |

## Fase Finale

### Tabellone principale
|  | Quarti di finale 19 Settembre | Quarti di finale 19 Settembre | Quarti di finale 19 Settembre |                   |                  | Semifinali 20 Settembre | Semifinali 20 Settembre | Semifinali 20 Settembre |  |  | Finale 21 Settembre | Finale 21 Settembre | Finale 21 Settembre |
|  |                               |                               |                               |                   |                  |                         |                         |                         |  |  |                     |                     |                     |
|  |                               | Al-Rayyan Doha                | 82                            |                   |                  |                         |                         |                         |  |  |                     |                     |                     |
|  |                               | Al-Jaish Damasco              | 71                            |                   |                  |                         |                         |                         |  |  |                     |                     |                     |
|  |                               | Al-Jaish Damasco              | 71                            |                   | Al-Rayyan Doha   | 71                      |                         |                         |  |  |                     |                     |                     |
|  |                               |                               |                               |                   | Al-Rayyan Doha   | 71                      |                         |                         |  |  |                     |                     |                     |
|  |                               |                               | ASU Sports Club               | 67                |                  |                         |                         |                         |  |  |                     |                     |                     |
|  |                               | ASU Sports Club               | ASU Sports Club               | 67                | 101              |                         |                         |                         |  |  |                     |                     |                     |
|  |                               | ASU Sports Club               |                               |                   | 101              |                         |                         |                         |  |  |                     |                     |                     |
|  |                               | Kapchagay BK                  | 78                            |                   |                  |                         |                         |                         |  |  |                     |                     |                     |
|  |                               |                               |                               |                   |                  |                         |                         |                         |  |  |                     | Al-Rayyan Doha      | 74                  |
|  |                               |                               |                               | Foo. Mah. Sepahan | 84               |                         |                         |                         |  |  |                     |                     |                     |
|  |                               | Duhok                         | 99                            |                   |                  |                         |                         |                         |  |  |                     |                     |                     |
|  |                               | Al-Hala Muharraq              | 103                           |                   |                  |                         |                         |                         |  |  |                     |                     |                     |
|  |                               | Al-Hala Muharraq              | 103                           |                   | Al-Hala Muharraq | 73                      |                         |                         |  |  |                     |                     |                     |
|  |                               |                               |                               |                   | Al-Hala Muharraq | 73                      |                         |                         |  |  |                     |                     |                     |
|  |                               |                               | Foo. Mah. Sepahan             | 121               |                  |                         |                         |                         |  |  |                     |                     |                     |
|  |                               | Foo. Mah. Sepahan             | Foo. Mah. Sepahan             | 121               | 104              |                         |                         |                         |  |  |                     |                     |                     |
|  |                               | Foo. Mah. Sepahan             |                               |                   | 104              |                         |                         |                         |  |  |                     |                     |                     |
|  |                               | ONGC                          | 55                            |                   |                  |                         |                         |                         |  |  |                     |                     |                     |

### Tabellone 5º- 8º posto
|  | Semifinali 20 Settembre | Semifinali 20 Settembre | Semifinali 20 Settembre |       |                  | Finale 5º posto 21 Settembre | Finale 5º posto 21 Settembre | Finale 5º posto 21 Settembre |  |
|  |                         |                         |                         |       |                  |                              |                              |                              |  |
|  | Al-Jaish Damasco        | Al-Jaish Damasco        | 82                      |       |                  |                              |                              |                              |  |
|  | Al-Jaish Damasco        | Al-Jaish Damasco        | 82                      |       |                  |                              |                              |                              |  |
|  | Kapchagay BK            | Kapchagay BK            | 77                      |       |                  |                              |                              |                              |  |
|  | Kapchagay BK            | Kapchagay BK            | 77                      |       | Al-Jaish Damasco | Al-Jaish Damasco             | 95                           |                              |  |
|  |                         |                         |                         |       | Al-Jaish Damasco | Al-Jaish Damasco             | 95                           |                              |  |
|  |                         |                         | Duhok                   | Duhok | 97               |                              |                              |                              |  |
|  | Duhok                   | Duhok                   | Duhok                   | Duhok | 97               | 90                           |                              |                              |  |
|  | Duhok                   | Duhok                   |                         |       |                  | 90                           |                              |                              |  |
|  | ONGC                    | ONGC                    | 98                      |       |                  | Finale 7º posto 21 Settembre | Finale 7º posto 21 Settembre | Finale 7º posto 21 Settembre |  |
|  | ONGC                    | ONGC                    | 98                      |       |                  |                              |                              |                              |  |
|  |                         |                         |                         |       |                  |                              |                              |                              |  |
|  |                         |                         |                         |       |                  | Kapchagay BK                 | Kapchagay BK                 | 101                          |  |
|  |                         |                         |                         |       |                  | Kapchagay BK                 | Kapchagay BK                 | 101                          |  |
|  |                         |                         |                         |       |                  | ONGC                         | ONGC                         | 74                           |  |

### Finale Terzo posto
| Arbitri: | Hatim Al-Harbi Ahmed Al-Suwaili Haytham Al-Kouja |

|                 |          |           |
| Al-Hamarsheh 29 | Punti    | 26 Wright |
| Abdeen 9        | Assist   | 3 Wright  |
| Adais 15        | Rimbalzi | 10 Jones  |

### Finale
| Arbitri: | Mohammad Al-Amiri Yevgeniy Mikheyev Naser Abu Rashed |

|                  |          |                    |
| Watson 28        | Punti    | 21 Kamrani         |
| Watson, Ismail 4 | Assist   | 4 Davoudi, Kamrani |
| Ismail 10        | Rimbalzi | 14 Haddadi         |

| FIBA Asia Champions Cup 2013 |
| ---------------------------- |
| Foo. Mah. Sepahan 1º Titolo  |

## Classifica finale
| Posizione | Squadra           | Record |
| --------- | ----------------- | ------ |
|           | Foo. Mah. Sepahan | 6–0    |
|           | Al-Rayyan Doha    | 5–1    |
|           | ASU Sports Club   | 4–2    |
| 4°        | Al-Hala Muharraq  | 2–4    |
| 5°        | Duhok             | 4–2    |
| 6°        | Al-Jaish Damasco  | 1–5    |
| 7°        | Kapchagay BK      | 2–4    |
| 8°        | ONGC              | 0–6    |

## Premi

### Riconoscimenti individuali
| Riconoscimento                       | Giocatore          | Squadra           | Note  |
| ------------------------------------ | ------------------ | ----------------- | ----- |
| FIBA Asia Champions Cup MVP          | Mahdi Kamrani      | Foo. Mah. Sepahan | [ 1 ] |
| FIBA Asia Champions Cup Best Guard   | Mahdi Kamrani      | Foo. Mah. Sepahan | [ 1 ] |
| FIBA Asia Champions Cup Best Forward | Ricardo Marsh      | Duhok             | [ 1 ] |
| FIBA Asia Champions Cup Best Center  | Hamed Haddadi      | Foo. Mah. Sepahan | [ 1 ] |
| FIBA Asia Champions Cup Best Coach   | Mohsen Sadeghzadeh | Foo. Mah. Sepahan | [ 1 ] |

### Quintetti ideali
| All-FIBA Asia Champions Cup First Team | All-FIBA Asia Champions Cup First Team | All-FIBA Asia Champions Cup Second Team | All-FIBA Asia Champions Cup Second Team |
| -------------------------------------- | -------------------------------------- | --------------------------------------- | --------------------------------------- |
| Mahdi Kamrani                          | Foo. Mah. Sepahan                      | Ronnie Taylor                           | Duhok                                   |
| Boney Watson                           | Al-Rayyan Doha                         | Sani Bečirovič                          | Foo. Mah. Sepahan                       |
| Rasheim Wright                         | Al-Hala Muharraq                       | Hakam Abdullah                          | Al-Jaish Damasco                        |
| Ricardo Marsh                          | Duhok                                  | Yasseen Ismail Musa                     | Al-Rayyan Doha                          |
| Hamed Haddadi                          | Foo. Mah. Sepahan                      | Chris Daniels                           | ASU Sports Club                         |